# Eleições municipais de Rio Grande (Rio Grande do Sul) em 1996
A eleição municipal de Rio Grande em 1996 ocorreu em 3 de outubro de 1996. O prefeito era Alberto José Barutot Meirelles Leite (PSDB), cujo vice, Adilson Troca (PSDB), concorreu à eleição, mas foi vencido por Wilson Mattos Branco (PMDB).
No total, havia 117.628 mil eleitores aptos a votar, dos quais 100.819, o equivalente a 85,71%, compareceu às eleições. Cerca de 84% dos votos foram válidos, 9,9% brancos e 5,5% nulos.
Wilson Mattos Branco (PMDB), que recebeu 33.405 mil votos, foi eleito prefeito de Rio Grande, totalizando 35,98% dos votos válidos, seguido por Adilson Troca (PSDB), que obteve 30,69% dos votos válidos.

## Candidatos
|  | Nº | Candidato(a) a prefeito | Candidato(a) a prefeito                               | Candidato(a) a vice-prefeito | Candidato(a) a vice-prefeito                                 | Coligação                                                                            |
|  | -- | ----------------------- | ----------------------------------------------------- | ---------------------------- | ------------------------------------------------------------ | ------------------------------------------------------------------------------------ |
|  | 12 |                         | Valdomiro Rocha Lima (PDT) Valdomiro Rocha Lima       |                              | n/d                                                          | Sem coligação - Partido Democrático Trabalhista (PDT)                                |
|  | 13 |                         | Cláudio Engelke (PT) Cláudio Engelke                  |                              | n/d                                                          | Sem coligação - Partido dos Trabalhadores (PT)                                       |
|  | 15 |                         | Wilson Mattos Branco (PMDB) Wilson Mattos Branco      |                              | Delamar Correa Mirapalheta (PMDB) Delamar Correa Mirapalheta | Sem nome - Partido do Movimento Democrático Brasileiro (PMDB) - Partido Liberal (PL) |
|  | 40 |                         | Elbio Ventura Modernell (PSB) Elbio Ventura Modernell |                              | n/d                                                          | Sem coligação - Partido Socialista Brasileiro (PSB)                                  |
|  | 45 |                         | Adilson Troca (PSDB) Adilson Troca                    |                              | n/d                                                          | Sem coligação - Partido da Social Democracia Brasileira (PSDB)                       |

## Resultado da eleição para prefeito
| 1º Turno 3 de outubro de 1996 | 1º Turno 3 de outubro de 1996 | 1º Turno 3 de outubro de 1996 | 1º Turno 3 de outubro de 1996 |
| Candidato(a)                  | Vice                          | Votação                       | Votação                       |
| Candidato(a)                  | Vice                          | Total                         | Porcentagem                   |
| ----------------------------- | ----------------------------- | ----------------------------- | ----------------------------- |
| Wilson Mattos Branco (PMDB)   | Delamar Correa Mirapalheta    | 33.405                        | 35,99%                        |
| Adilson Troca (PSDB)          | n/d                           | 28.493                        | 30,70%                        |
| Cláudio Engelke (PT)          | n/d                           | 25.207                        | 27,16%                        |
| Valdomiro Rocha Lima (PDT)    | n/d                           | 4.265                         | 4,59%                         |
| Elbio Ventura Modernell (PSB) | n/d                           | 1.449                         | 1,56%                         |
| Total de votos válidos        | Total de votos válidos        | 92.819                        | 100,00%                       |
| Votos apurados                |                               |                               |                               |
| Votos válidos                 | Votos válidos                 | 92.819                        | 92,06%                        |
| Votos em branco               | Votos em branco               | 1.994                         | 1,98%                         |
| Votos nulos                   | Votos nulos                   | 6.006                         | 5,96%                         |
| Total de votos apurados       | Total de votos apurados       | 100.819                       | 100,00%                       |
| Eleitores                     |                               |                               |                               |
| Comparecimento                | Comparecimento                | 100.819                       | 85,71%                        |
| Abstenções                    | Abstenções                    | 16.809                        | 14,29%                        |
| Total de eleitores            | Total de eleitores            | 117.628                       | 100,00%                       |